# Billy Vera
Billy Vera (ur. 28 maja 1944 w Riverside w stanie Kalifornia) – amerykański piosenkarz i aktor.

## Wybrana filmografia
seriale
- 1976: Alice jako Gliniarz
- 1987: Wiseguy jako Johnny Romanowski
- 1989: Słoneczny patrol jako Steve Roye
- 1993: Chłopiec poznaje świat jako Larry
- 1996: Zaginiony jako Troy

film
- 1984: Przygody Buckaroo Banzai. Przez ósmy wymiar jako Pinky Carruthers
- 1990: Summer Dreams: The Story of the Beach Boys jako Sal
- 1991: Opiekun miasta jako Policjant
- 2002: Time of Fear jako Ojciec Timothy

## Wyróżnienia
Posiada swoją gwiazdę na Hollywoodzkiej Alei Gwiazd.